# Supernova (álbum de Alice Nine)
Supernova é o sexto álbum de estúdio da banda japonesa de rock do movimento visual kei Alice Nine, lançado em 19 de março de 2014 em duas edições: regular e limitada. A turnê nacional em promoção ao álbum começou em abril, e assim que terminou em maio, Alice Nine embarcou em turnê pela Ásia em junho.

## Recepção
Alcançou a 39ª posição na Oricon Albums Chart e ficou na parada por duas semanas.

## Faixas
| N.º            | Título                   | Duração |  |
| 1.             | "Shining"                | 3:49    |  |
| 2.             | "+-"                     | 3:33    |  |
| 3.             | "Seven"                  | 3:23    |  |
| 4.             | "Möbius" (メビウス)      | 3:50    |  |
| 5.             | "Daybreak"               | 3:53    |  |
| 6.             | "Shooting Star"          | 4:34    |  |
| 7.             | "Exist"                  | 3:25    |  |
| 8.             | "1 Minute Kidding"       | 0:58    |  |
| 9.             | "Kid"                    | 3:18    |  |
| 10.            | "Shadowplay"             | 4:01    |  |
| 11.            | "Kaisenzenya" (開戦前夜) | 4:05    |  |
| 12.            | "Prelude -resolution-"   | 2:26    |  |
| Duração total: | Duração total:           | 41:57   |  |

| DVD de edição limitada |                                     |         |  |
| N.º                    | Título                              | Duração |  |
| 1.                     | "Seven Music Video"                 |         |  |
| 2.                     | "Seven Music Video (Versão Show)"   |         |  |
| 3.                     | "Seven Music Video (Versão Hiroto)" |         |  |
| 4.                     | "Seven Music Video (Versão Tora)"   |         |  |
| 5.                     | "Seven Music Video (Versão Saga)"   |         |  |
| 6.                     | "Seven Music Video (Versão Nao)"    |         |  |

## Ficha técnica

### Alice Nine
- Shou (将) – vocal
- Hiroto (ヒロト) – guitarra
- Tora (虎) – guitarra
- Saga (沙我) – baixo
- Nao (ナオ) – bateria